# 컨택트 2020
《컨택트 2020》(영어: Proximity)는 2020년에 공개한 미국의 영화이다.

## 캐스팅

### 주연
- 라이언 마송 : 이삭 역
- 하이디 콴 : 세라 역

### 조연
- 크리스찬 프렌티스 : 제드 역
- 쇼 존스 : 그레이브스 요원 역
- 돈 쉬리브너 : 칼 역